# 白幡洋三郎
白幡 洋三郎（しらはた ようざぶろう、1949年1月9日 - 2022年3月13日）は、日本の造園学者。国際日本文化研究センター名誉教授。専門は比較文化史、特に庭園や都市公園を対象とした庭園史、産業技術史。

## 経歴
1949年、大阪府豊中市生まれ。京都大学農学部林学科で学び、1972年に卒業。同大学大学院農学研究科修士課程を経て、1980年に博士課程を満期退学。1975年から2年間、ハノーファー工科大学（西ドイツ）に留学した。
1980年、京都大学農学部助手に採用された。後に助教授昇格。1987年、国際日本文化研究センター助教授に転じ、1996年に教授昇格。1990年、学位論文『19世紀ドイツ都市公園史の研究』を京都大学に提出して農学博士号を取得。2014年、国際日本文化研究センターを定年退任し、名誉教授となった。同2014年からは中部大学人文学部歴史地理学科特任教授を務めた。また、東亜大学芸術学部客員教授。2022年3月13日、パーキンソン病のため死去。享年73歳。

## 受賞
- 1994年：『プラントハンター』で毎日出版文化賞奨励賞を受賞[4]。
- 1996年：「ドイツ公園史に関する研究」で日本造園学会賞（研究論文部門）を受賞[5]。

## 研究内容・業績
庭園史研究の第一人者と評された。

## 家族・親族
- 長男：白幡俊輔（1978年～）は軍事史学者。

## 著書
単著
- 『江戸の大名庭園 饗宴のための装置』INAX 1994
- 『プラントハンター ヨーロッパの植物熱と日本』講談社選書メチエ 1994
  - 講談社学術文庫 2005年
- 『近代都市公園史の研究 欧化の系譜』思文閣出版 1995
- 『旅行ノススメ 昭和が生んだ庶民の「新文化」』中公新書 1996
- 『カラオケ・アニメが世界をめぐる 「日本文化」が生む新しい生活』PHP研究所 1996
- 『大名庭園 江戸の饗宴』講談社選書メチエ 1997
  - ちくま学芸文庫 2020年
- 『花見と桜 〈日本的なるもの〉再考』PHP新書 2000
  - 改訂版 八坂書房 2015年
- 『庭園の美・造園の心 ヨーロッパと日本』日本放送出版協会・NHKライブラリー 2000
- 『知らなきゃ恥ずかしい日本文化』ワニブックス・新書 2003
- 『幕末・維新彩色の京都』京都新聞出版センター 2004
- 『彩色みやこ名勝図会：江戸時代の京都遊覧』京都新聞出版センター 2009
- 『庭を読み解く 京都の古寺 なぜ京都のお寺には名庭が多いのか？』淡交社 2012

共著・編著
- 『京都百年パノラマ館』淡交社 1992
- 『造園を読む ランドスケープの四季』進士五十八共編、彰国社 1993
- 『日本文化としての公園』飯沼二郎共著、八坂書房 1993
- 『瀬戸内海の文化と環境』神戸新聞総合出版センター 1999
- 『百人一首万華鏡』思文閣出版 2005
- 『造園史論集』尼崎博正共編、養賢堂 2006
- 『環境デザイン学 ランドスケープの保全と創造』森本幸裕共編、朝倉書店 2007
- 『旅と日本精神』日文研叢書 2009
- 『都市歴史博覧 都市文化のなりたち・しくみ・たのしみ』錦仁・原田信男共編、笠間書院 2011
- 『大名庭園 武家の美意識ここにあり』平凡社・別冊太陽 日本のこころ 2013
- 『『作庭記』と日本の庭園』思文閣出版 2014
- 『日本文化事典』神崎宣武、井上章一共編、丸善出版 2016
- 『異邦から/へのまなざし』劉建輝共編、思文閣出版 2017

訳書・監修
- 『プラント・ハンター物語』T.ホイットル著、白幡節子共訳、八坂書房 1983
- 『花の西洋史 草花篇』A.M.コーツ著、白幡節子共訳、八坂書房 1989
- 『花の西洋史 花木篇』A.M.コーツ著、白幡節子共訳、八坂書房 1991
- 『都林泉名勝図会　京都の名所名園案内』秋里籬島共監修 講談社学術文庫 2000